# Silene salzmanni
Silene salzmanni är en nejlikväxtart som beskrevs av Giovanni Battista Badaro och Giuseppi L. Moretti. Silene salzmanni ingår i släktet glimmar, och familjen nejlikväxter. Inga underarter finns listade i Catalogue of Life.